# Trichogaster leeri
Tricogaster leeri é uma espécie de peixe da família Osphronemidae, encontrada na Malásia, Tailândia, Bornéu e Sumatra. É um peixe de água doce, que necessita de um pH de 6.8, podendo atingir os 12 cm quando adulto (um pouco menor que o Trichogaster trichopterus, que pode chegar a medir 18 cm. Se for mantê-lo num aquário, é melhor ter um aquecedor (a temperatura necessária é de 25°C) e um aquário de no mínimo 80 litros. 
É um peixe relativamente pacífico, podendo apenas brigar de vez em quando com os machos de sua espécie.
Assim como o Trichogaster trichopterus, a ponta da barbatana dorsal é pontiaguda, sendo a da fêmea arredondada e plana. Possuem labirinto, um órgão que o faz precisar de menos oxigênio que os demais peixes. São peixes que para a reprodução, assim como a Colisa, Bettas e outras espécies de Trichogaster, fazem ninho de bolhas. O peixe possui dimorfismo sexual. Pode-se diferenciar o macho da fêmea pelas barbatanas dorsal e caudal mais pronunciadas no macho, bem como pela cor alaranjada sob as guelras, sobretudo no período de reprodução.